# Magister sacri hospitii
Der Magister Sacri Hospitii (lat.: Meister des Heiligen Hospizes) war eines der ältesten und höchsten Ämter am Heiligen Stuhl. Es wurde stets mit einem Laien aus dem römischen Adel besetzt. Ihm kam neben der Unterbringung und Sorge für die Gäste des Papstes der Schutz seiner Person und seiner Residenz zu. Nach der Rückkehr der Päpste aus Avignon verlor der Magister Sacri Hospitii zunehmend die Verpflichtungen, denen er am Lateran nachgekommen war; er übernahm stattdessen mehr und mehr rein zeremonielle Aufgaben, insbesondere den Empfang von Monarchen und Staatsoberhäuptern im Damasushof des Apostolischen Palastes. Es war seine Aufgabe, die Tür der Kutsche (in späteren Zeiten des Automobils), mit der der Staatsbesuch eintraf, zu öffnen und den hohen Gast zum Papst, zum Kardinalstaatssekretär und durch den Petersdom zu geleiten.
Letzter Magister Sacri Hospitii war Principe Don Alessandro Ruspoli.
Einem weiblichen Souverän oder der Gemahlin eines Staatsoberhauptes hatte er bei diesen Anlässen seinen Arm anzubieten. Als letzter weiblicher Gast wurde Evita Perón am 26. Juni 1947 am Arm des Magister Sacri Hospitii, Principe Don Alessandro Ruspoli, durch den Vatikan geführt.